# Tricentrogyna perpusilla
Tricentrogyna perpusilla là một loài bướm đêm trong họ Geometridae.